# مارك كالفرت
مارك كالفرت (بالإنجليزية: Mark Calvert)‏ هو لاعب كرة قاعدة أمريكي، ولد في 29 سبتمبر 1956 في تلسا في الولايات المتحدة.

## وصلات خارجية
- مارك كالفرت على موقعبيزبول رفرنس.كوم (الدوري الرئيسي) (الإنجليزية)